# Der Mond (Tarot)
Der Mond ist eine der auch große Arkana genannten Trumpfkarten des Tarot.

## Darstellung
Meistens ist ein Weg abgebildet, der zwischen zwei Säulen oder Türmen hindurch mäandert, und von einem Schakal und einem Hund flankiert wird. Ein Hummer krabbelt aus dem Wasser heraus. Den Mond selber sieht man sowohl als Vollmond wie als Mondsichel mit einem Gesicht.
Bei Crowely ist die Karte mit Sinuskurven ausgestaltet.
Bei Haindl sieht man einen Einhornkopf, der scheinbar aus dem Hintergrund gewachsen ist.

## Deutung
Der Mond steht für die Haltung der Gelassenheit und Hingabe, aus der sich die Anderwelt der Träume, des zweiten Gesichts, des Unterbewussten, der Irrationalität und der unterbewussten Ängste öffnet. Steht die Sonne für die philosophische Geistesklarheit, so steht der Mond für Mythen, Symbole, Märchen und gleichnishaftes Wissen.

## Entsprechungen
- das Tierkreiszeichen Fische
- der hebräische Buchstabe ק (Koph)